# Grupo Desportivo de Joane
O Grupo Desportivo de Joane é um clube de futebol português, sediado na freguesia de Joane, do concelho de Vila Nova de Famalicão.

## História
O clube foi fundado a 10 de junho de 1930 por  um pequeno numero de cidadãos da vila de Joane. O atual presidente chama-se Custódio Marques Baptista.
Atualmente disputa o campeonato da Pró-Nacional da AF Braga.

## Palmarés
- 3ª Divisão Distrital Braga: 1972/73[2]
- Taça Distrital Braga: 1975/76, 1983/84
- Supertaça Distrital Braga: 2024/25
- Torneio de Abertura Distrital Braga: 1988/89

## Estádio
Disputa os seus jogos caseiros no Estádio de Barreiros, que tem capacidade para 2 500 lugares.

## Classificações
| Escalão          | 90/91 | 91/92 | 92/93 | 93/94 | 94/95 | 95/96 | 96/97 | 97/98 | 98/99 | 99/00 | 00/01 | 01/02 | 02/03 | 03/04 | 04/05 | 05/06 | 06/07 | 07/08 | 08/09 | 09/10 | 10/11 | 11/12 |
| ---------------- | ----- | ----- | ----- | ----- | ----- | ----- | ----- | ----- | ----- | ----- | ----- | ----- | ----- | ----- | ----- | ----- | ----- | ----- | ----- | ----- | ----- | ----- |
| Liga Sagres      | -     | -     | -     | -     | -     | -     | -     | -     | -     | -     | -     | -     | -     | -     | -     | -     | -     | -     | -     | -     | -     | -     |
| Liga Vitalis     | -     | -     | -     | -     | -     | -     | -     | -     | -     | -     | -     | -     | -     | -     | -     | -     | -     | -     | -     | -     | -     | -     |
| II Divisão       | 7.º   | 15.º  | -     | -     | -     | -     | -     | -     | -     | 17.º  | -     | 19.º  | -     | -     | -     | -     | -     | -     | -     | -     | -     | -     |
| III Divisão      | -     | -     | 8.º   | 4.º   | 7.º   | 11.º  | 4.º   | 10.º  | 2.º   | -     | 2.º   | -     | 3.º   | 3.º   | 7.º   | 4.º   | 6.º   | 4.º   | 3.º   | 1.º   | 3.º   | 2.º   |
| 1º Escalão Dist. | -     | -     | -     | -     | -     | -     | -     | -     | -     | -     | -     | -     | -     | -     | -     | -     | -     | -     | -     | -     | -     | -     |
| 2º Escalão Dist. | -     | -     | -     | -     | -     | -     | -     | -     | -     | -     | -     | -     | -     | -     | -     | -     | -     | -     | -     | -     | -     | -     |
| 3º Escalão Dist. | -     | -     | -     | -     | -     | -     | -     | -     | -     | -     | -     | -     | -     | -     | -     | -     | -     | -     | -     | -     | -     | -     |